# Росселлино, Антонио
Антонио Росселлино, настоящее имя: Антонио ди Маттео Гамберелли  (итал.  Antonio di Matteo Gamberelli, detto Antonio Rossellino; 1427, Сеттиньяно — 1478, Флоренция) — итальянский скульптор и архитектор периода кватроченто эпохи итальянского Возрождения флорентийской школы, младший брат архитектора и скульптора Бернардо Росселлино (1409—1464).

## Биография

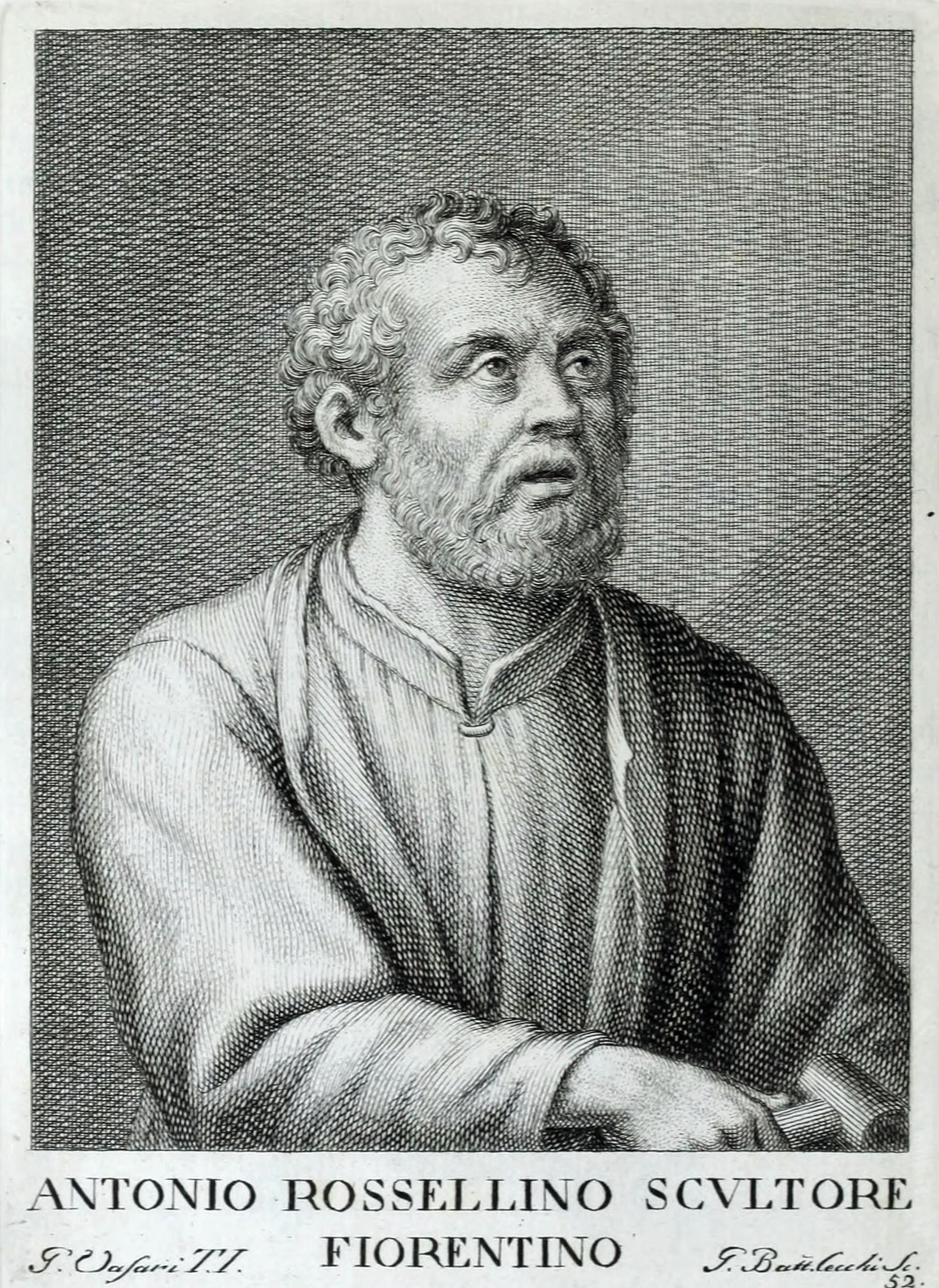
Портрет Антонио Росселлино. Гравюра резцом на меди Дж. Б. Чекки. 1769

Антонио Гамберелли происходил из семьи потомственных каменотёсов, скульпторов и архитекторов. Родился в местечке Сеттиньяно, горном селении недалеко от реки Арно и долины с видом на Флоренцию. В семье Маттео ди Доменико дель Борра, владельца каменных карьеров, было пять сыновей и все учились у отца на каменщиков.
Семейная фамилия происходит от местности недалеко от Сеттиньяно, называемой Гамберайя (Gamberaia). Прозвание «Росселлино» (итал. Rossellino — «Рыженький») Антонио, как и его старший брат, возможно, получил из-за цвета волос либо за то, что в детстве оба брата были учениками скульптора Нанни ди Бартоло, ученика Донателло, известного как «Иль Россо» (итал. il Rosso — «Рыжий»). Прозвище «Росселлино», вскоре распространившееся на всех братьев, не встречается в документах пятнадцатого века, вероятно, оно появилось позднее.
Помимо старшего брата на творчество Антонио повлияли наиболее выдающиеся мастера того времени во Флоренции: Донателло, Микелоццо, Лоренцо Гиберти, Лука делла Роббиа. Антонио Росселлино работал во Флоренции, Эмполи, Фаэнце, Венеции, Неаполе.
Основное произведение Антонио — проект капеллы кардинала Португальского в церкви Сан-Миниато-аль-Монте во Флоренции (1461—1467). Скульптуры надгробия, вероятно, созданы Бернардо Росселлини, хотя доли участия братьев до настоящего времени в точности неясны. Важно, что братья в итоге создали новый тип ренессансного надгробия. Вся композиция помещена в углубление — аркосолий — боковой стены капеллы, искусно обрамлённый имитацией завесы; две фигуры ангелов и путти также оформляют саркофаг, как и тондо Мадонны с Младенцем в верхней части композиции, демонстрирующей органичное взаимодействие, архитектуры и скульптуры.
Для скульптурных произведений Антонио Росселлино характерна композиционная свобода, любовь к тонким живописным приёмам в моделировании одежд и лиц. Он также работал в терракоте, выгодно используя её цвет, в отдельных случаях дополняя раскраской. В Ферраре Антонио Росселлино выполнил памятник Лоренцо Роверелла в базилике «Святого Георгия за стенами» (Basilica di San Giorgio fuori le mura). В Неаполе создал гробницу Марии Арагонской (по образцу Капеллы кардинала Португальского) и композицию «Рождество» в Капелле Пикколомини в церкви Сант-Анна-деи-Ломбарди (1475—1490). Статуя Святого Себастьяна (Эмполи) считается одним из лучших изображений обнажённого мужского тела в скульптуре XV века.

## Галерея

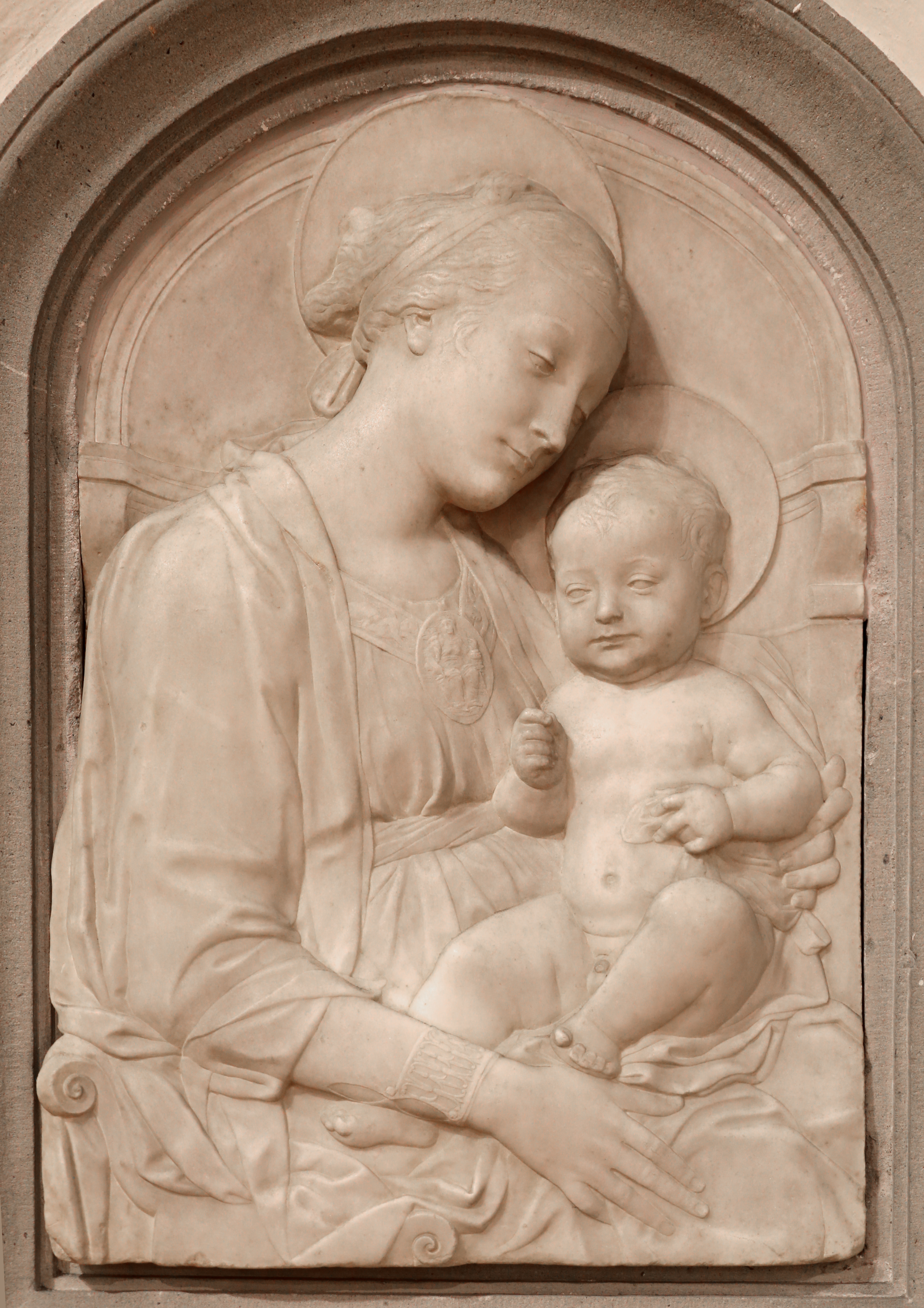
Мадонна с Младенцем. Церковь Сан-Клементе-а-Сочиана, Реджелло, Флоренция
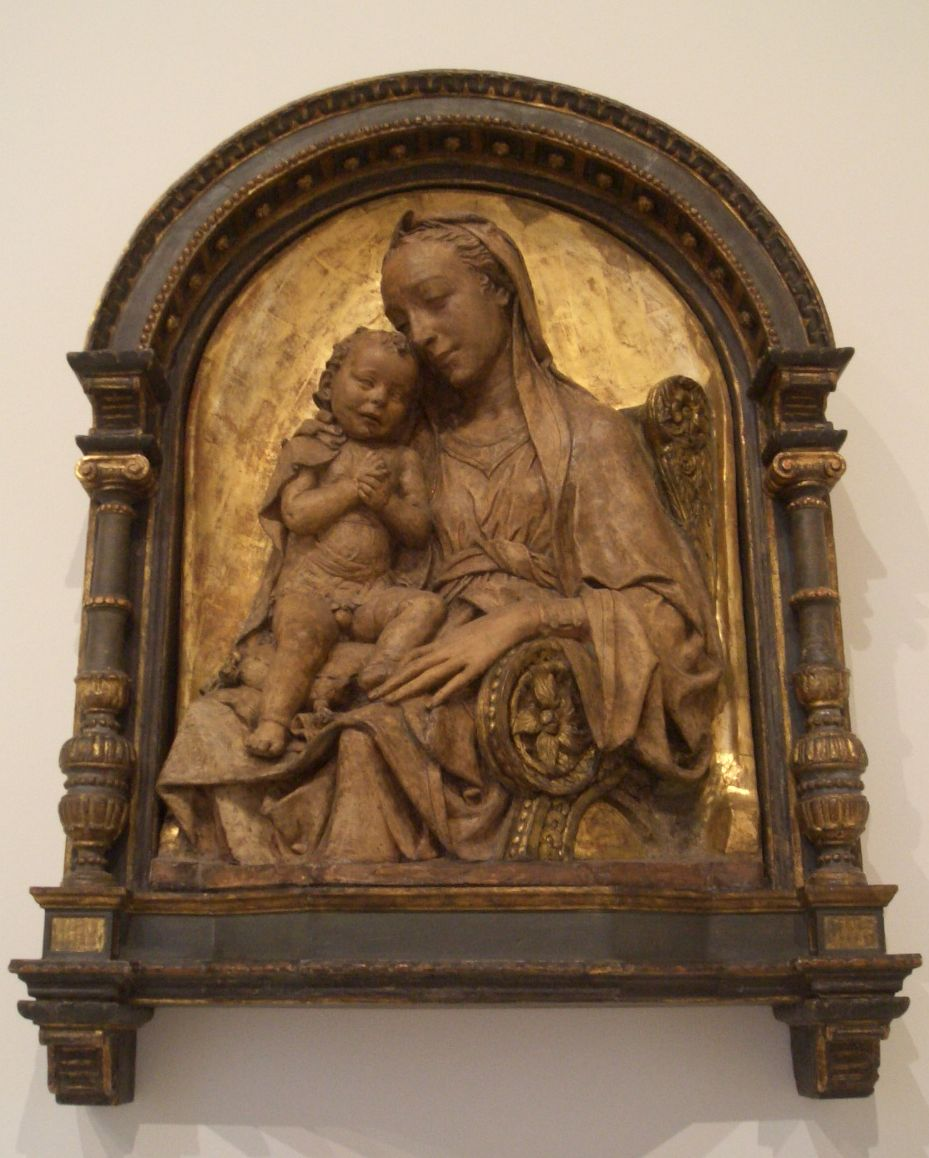
Мадонна с Младенцем. 1475. Терракота. Музей Боде, Берлин
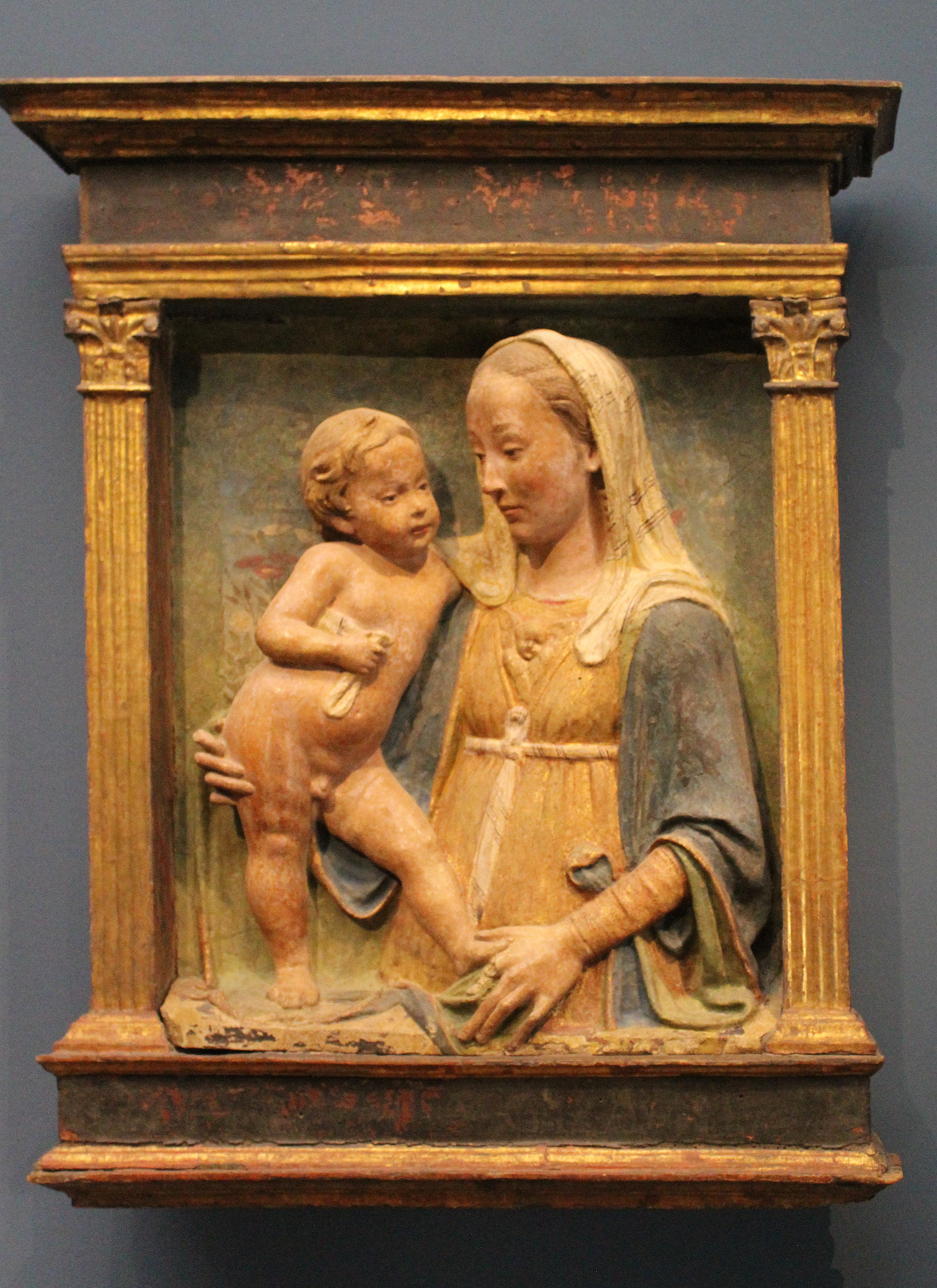
Мадонна с Младенцем. Терракота. Либигхаус, Франкфурт-на-Майне
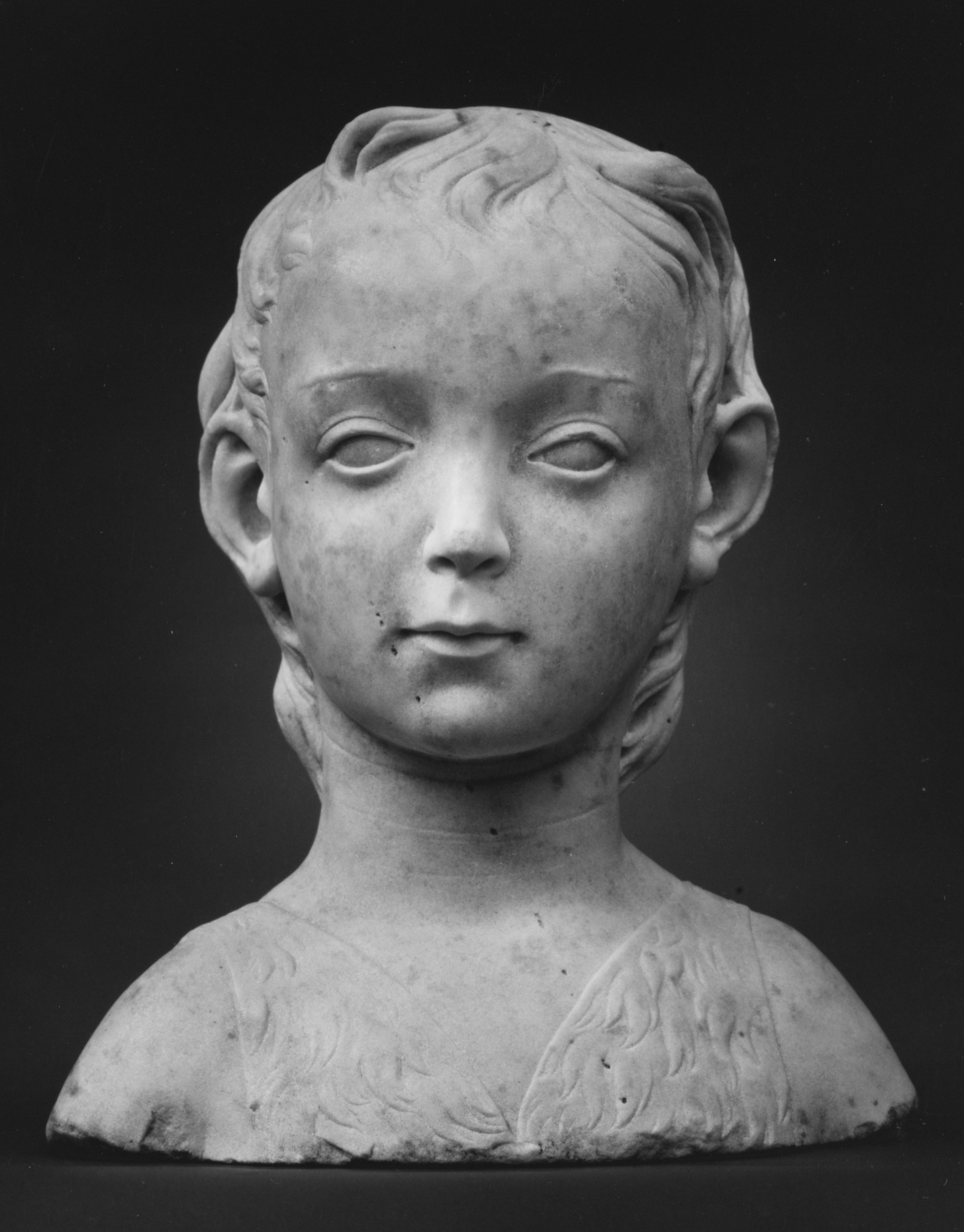
Святой Иоанн Креститель. Ок. 1475. Мрамор. Метрополитен-музей, Нью-Йорк
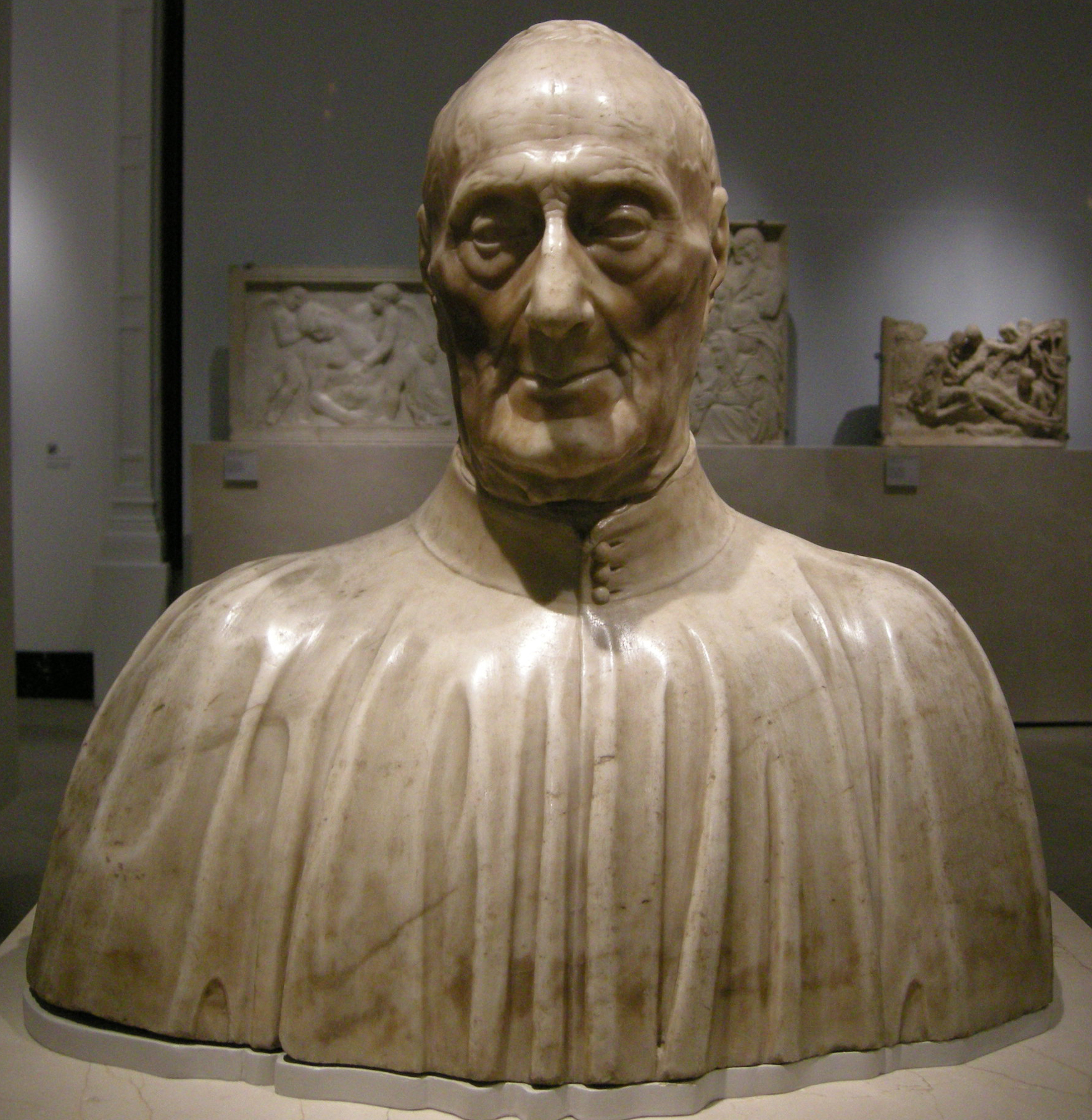
Портрет Антонио Челлини. 1456. Мрамор. Музей Виктории и Альберта, Лондон
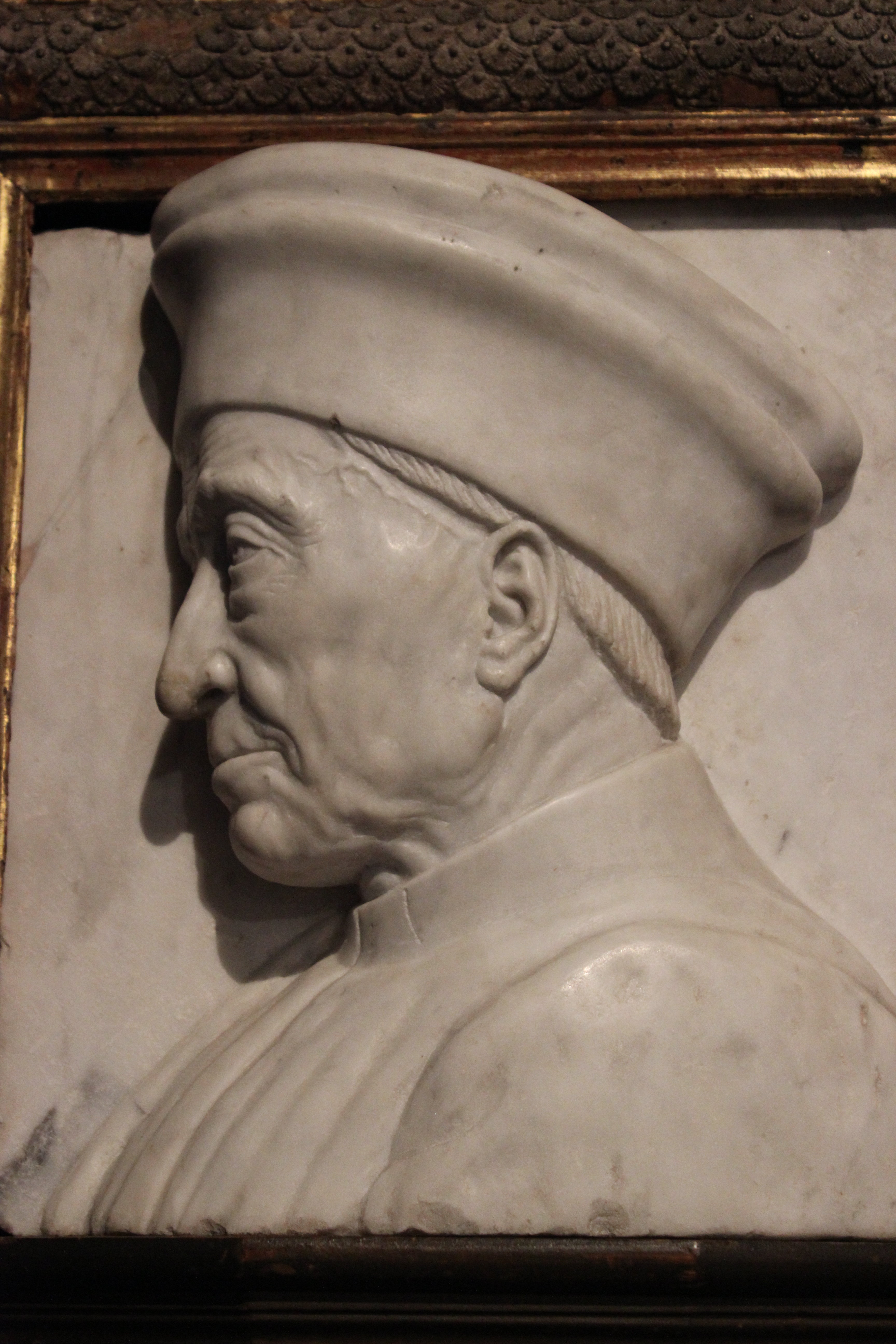
Портрет Козимо Медичи Старшего. Ок. 1460. Мрамор. Музей Боде, Берлин
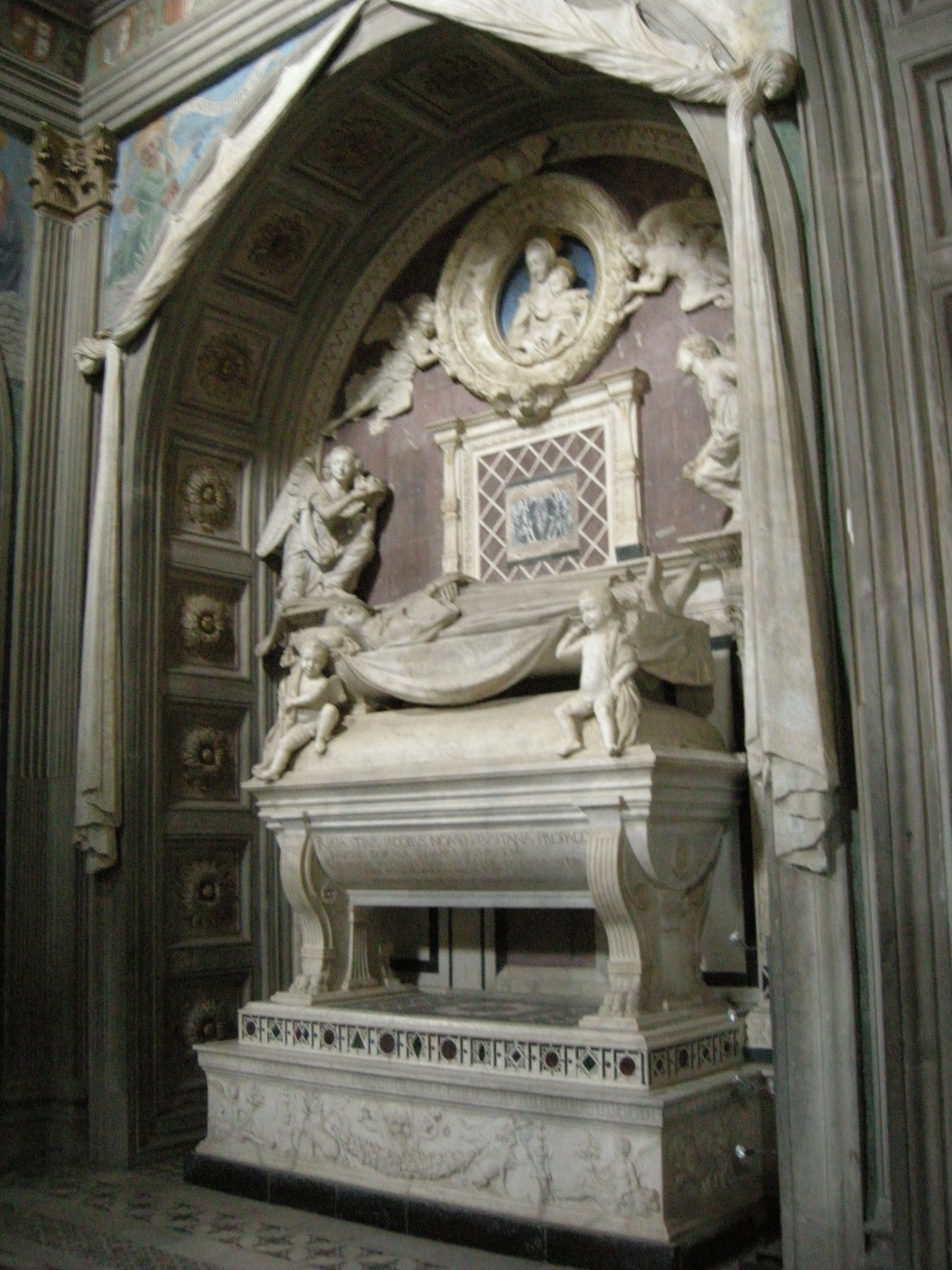
Надгробие кардинала Португальского в церкви Сан-Миниато-аль-Монте, Флоренция. Между 1461 и 1467 гг. Проект А. Росселлино, скульптуры Б. Росселлино
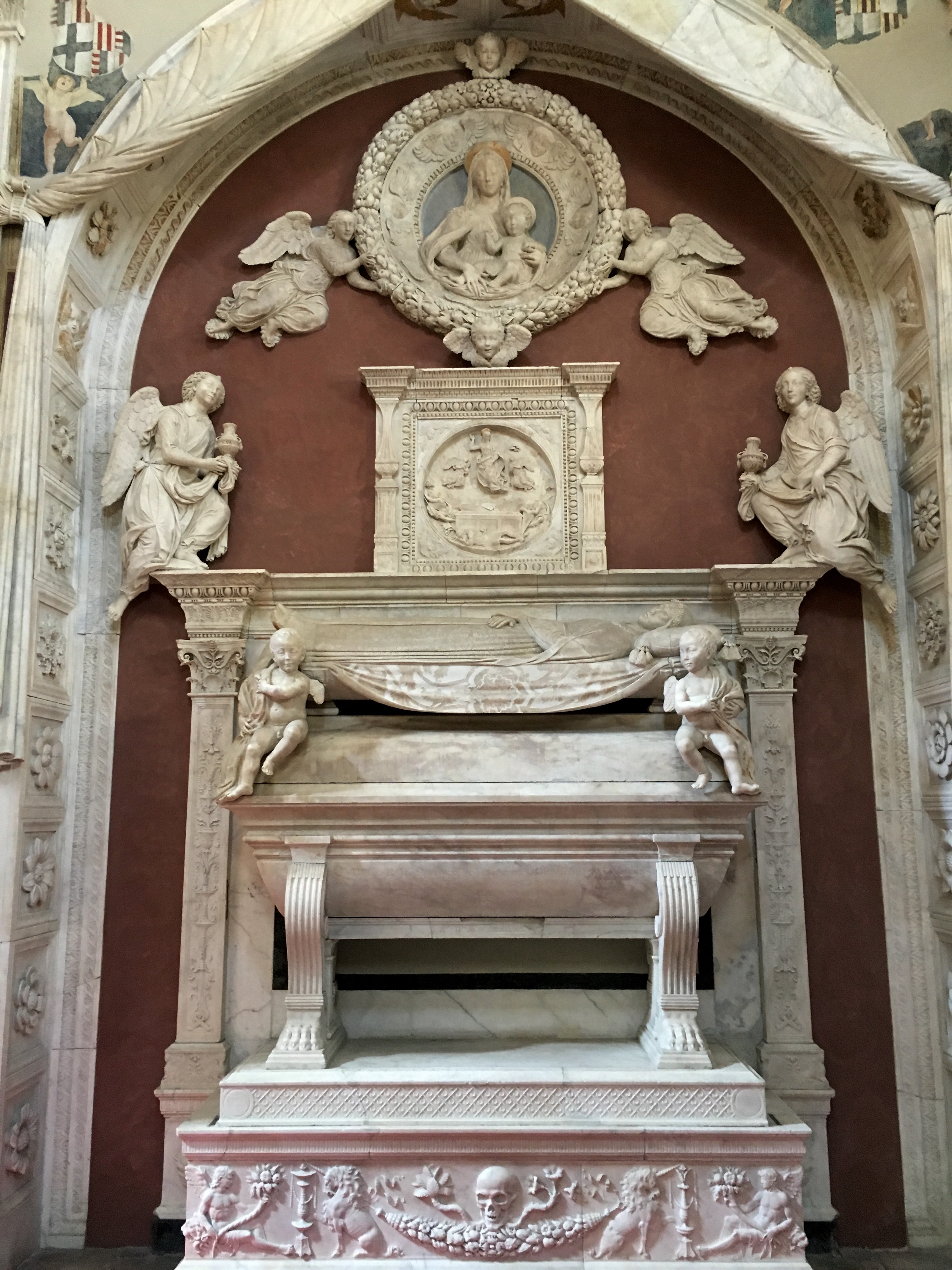
Надгробие Марии Арагонской. Капелла Пикколомини. Церковь Санта-Мария-ди-Монте-Оливето (Сант-Анна-деи-Ломбарди), Неаполь
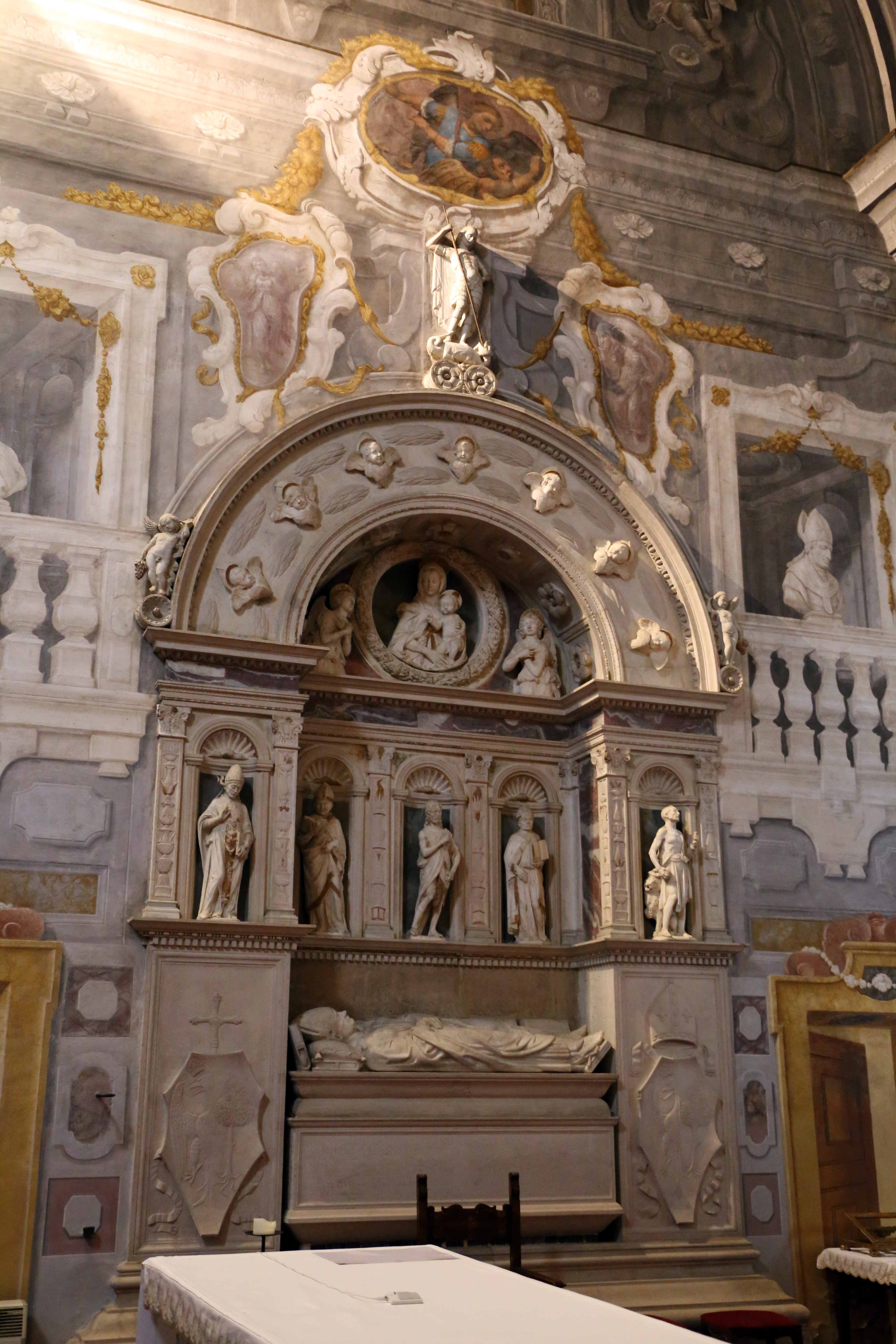
Надгробие Лоренцо Роверелла. 1475. Базилика Святого Георгия за стенами, Феррара
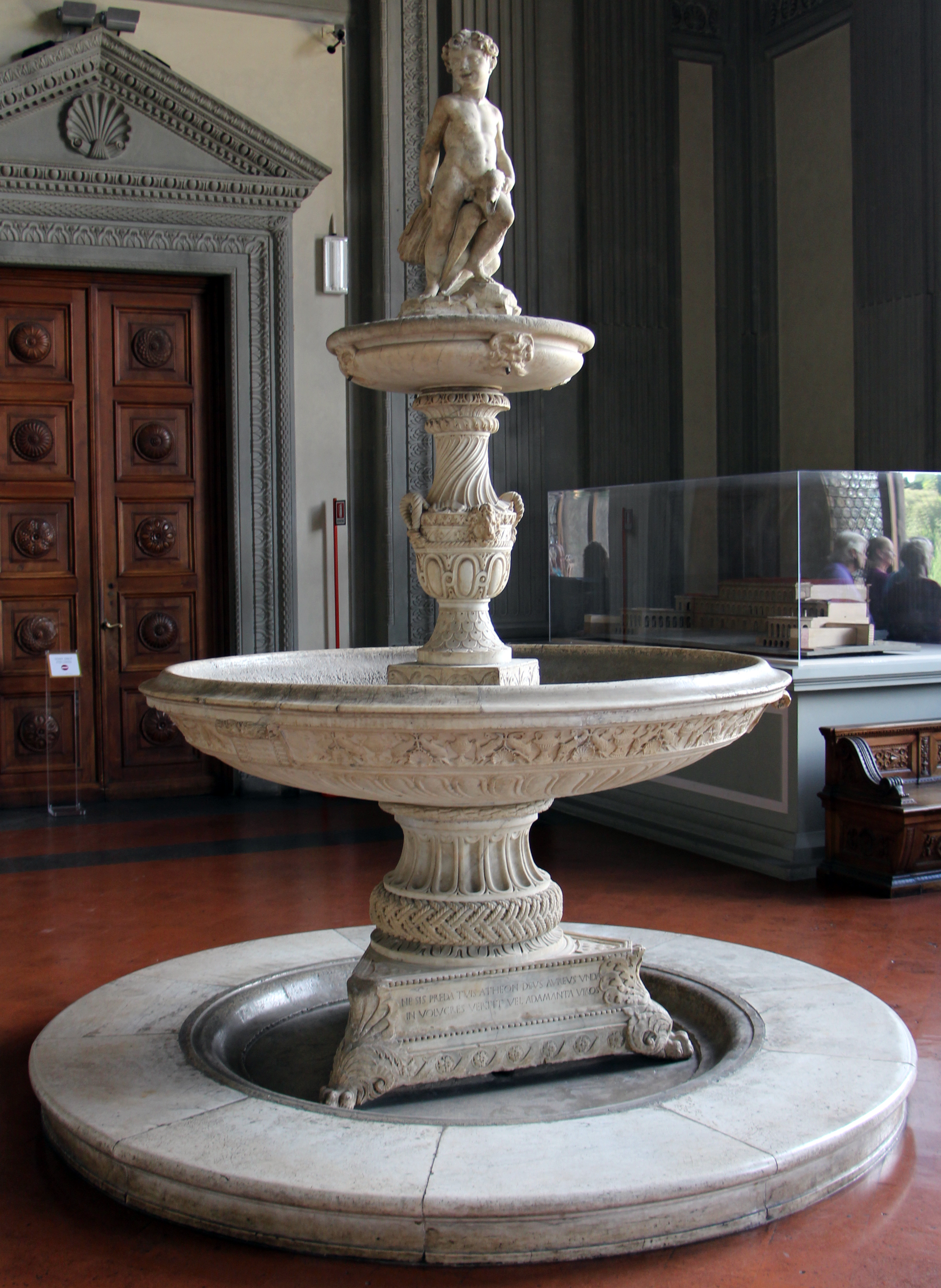
Фонтан виллы Кастелло. Совместно с Бенедетто да Майано. Sala della Tazza. Палаццо Питти, Флоренция
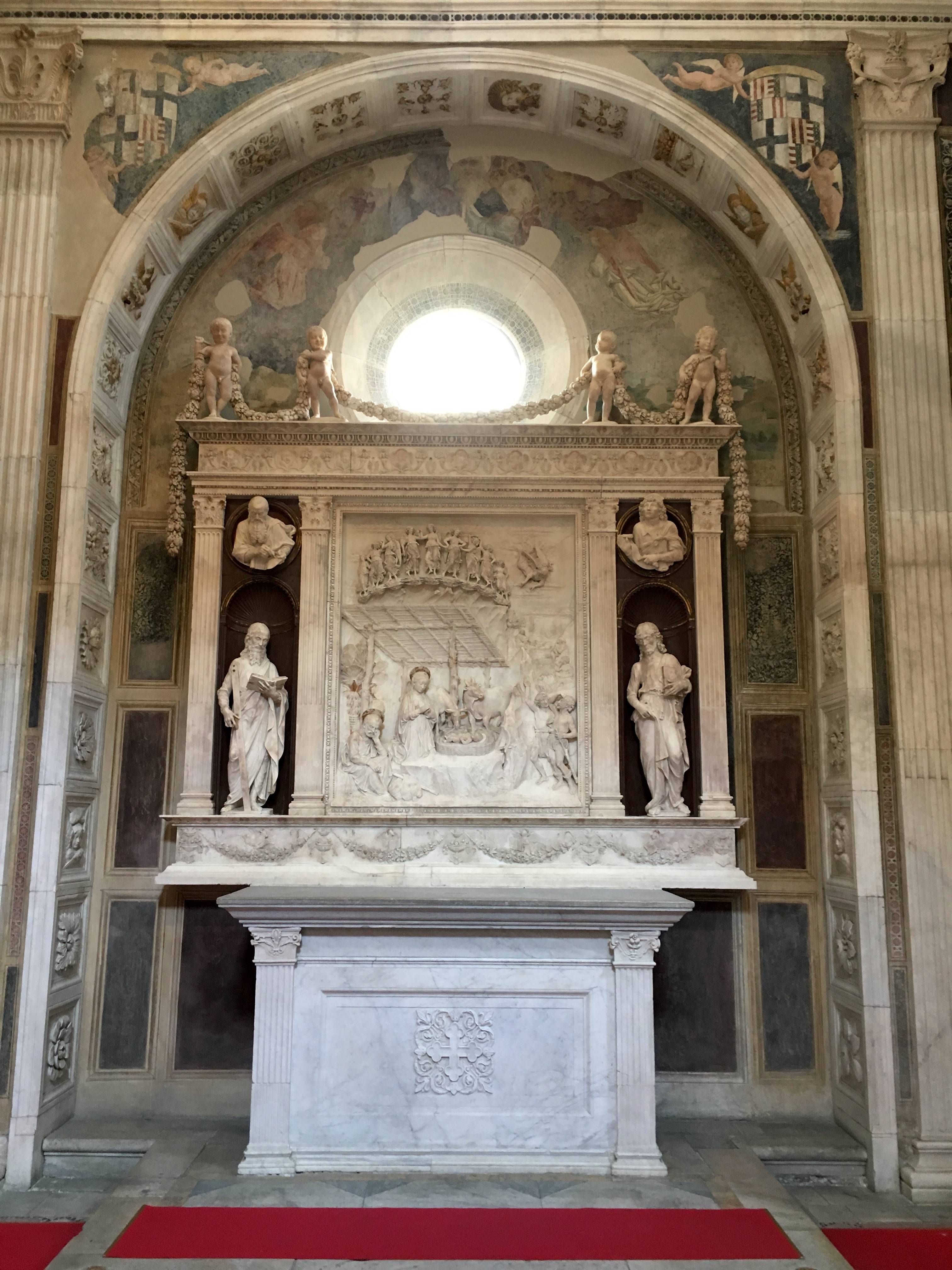
Aлтарь Капеллы Пикколомини. 1475—1490. Церковь Сант-Анна-деи-Ломбарди, Неаполь
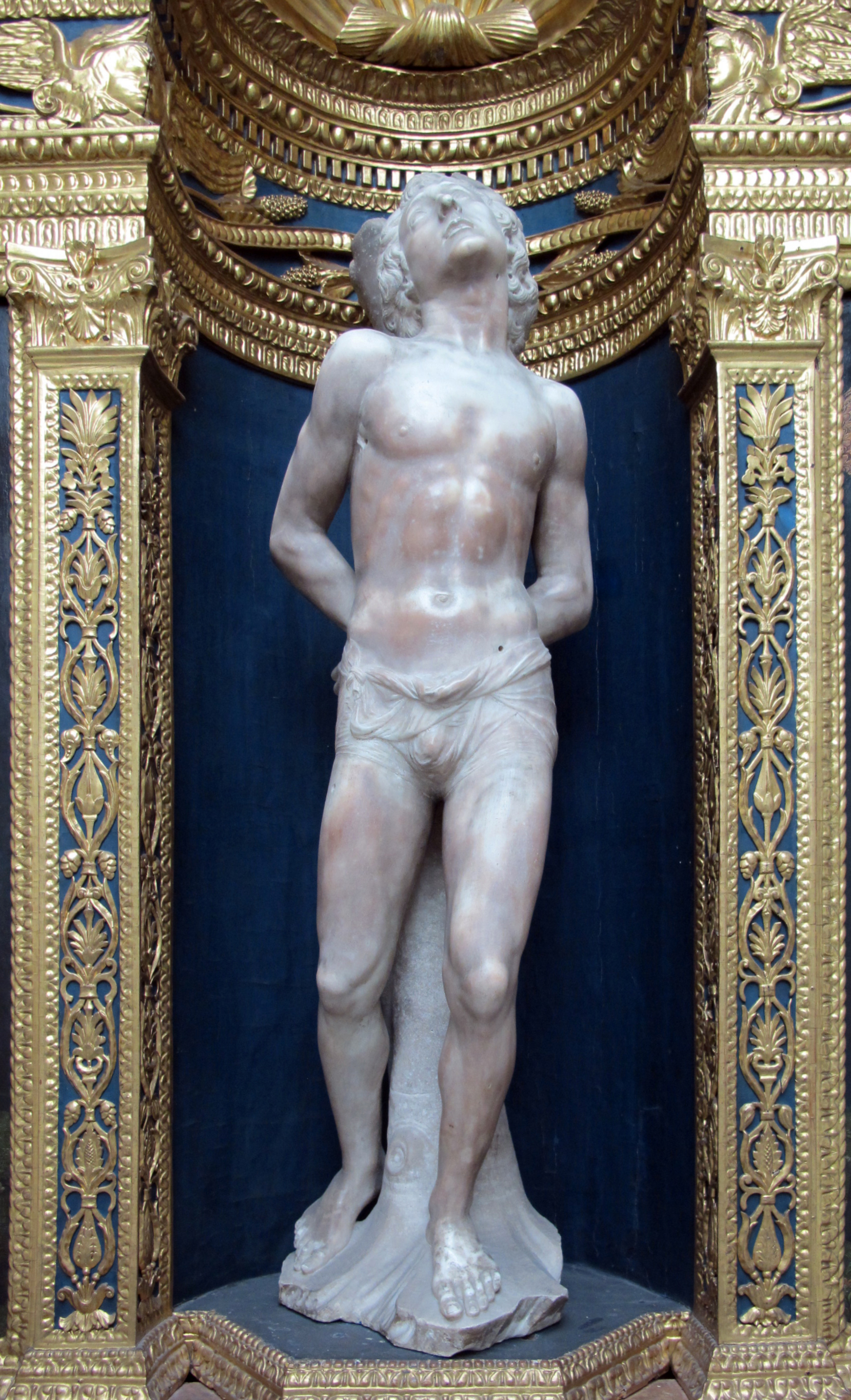
Табернакль Святого Себастьяна. 1475—1480. Коллегиальная церковь. Эмполи, Тоскана
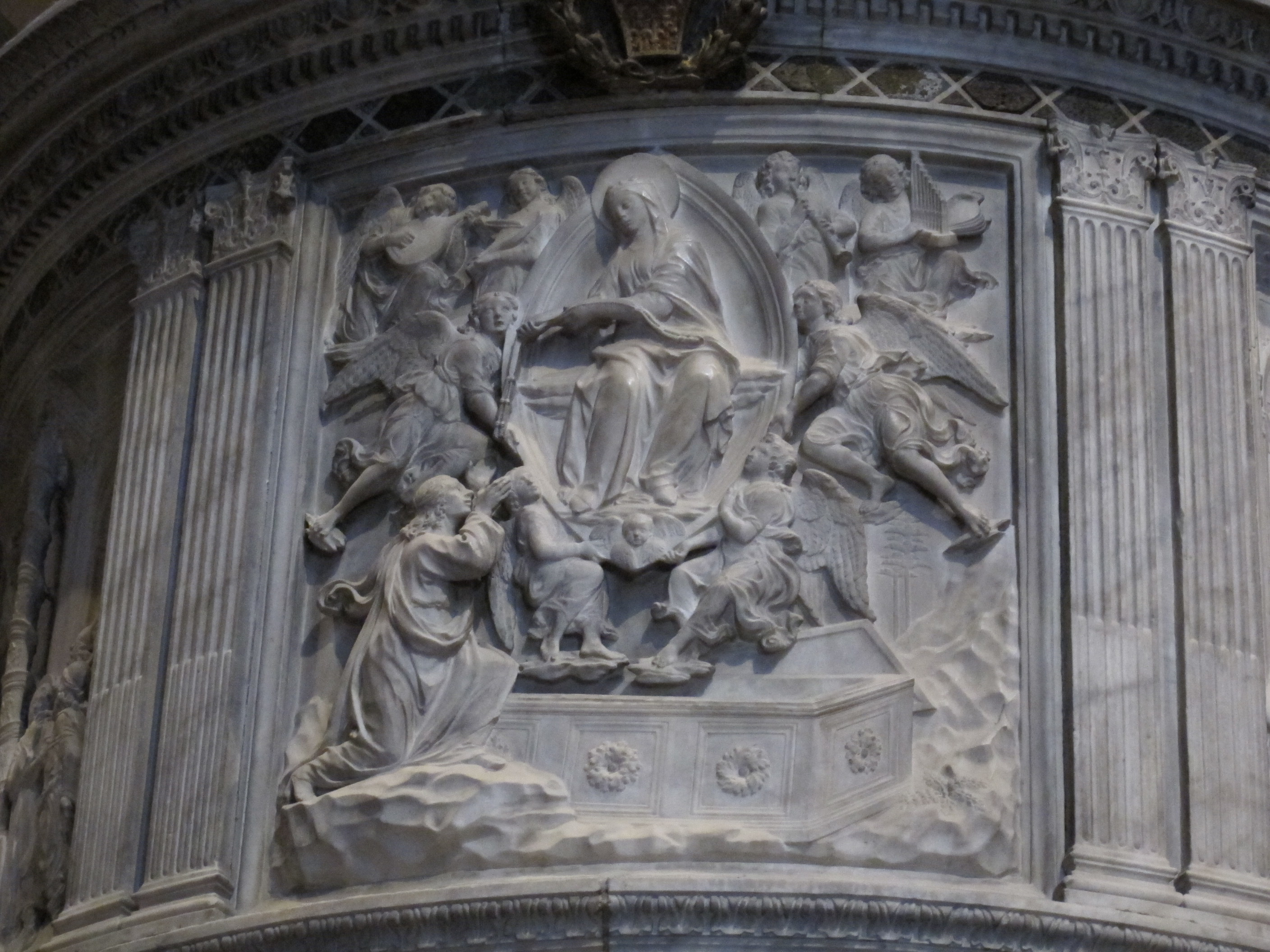
А. Росселлино и Мино да Фьезоле. Мадонна пояса. 1473. Мрамор. Рельеф кафедры собора Св. Стефана в Прато